# Mikael Bergstrand
Mikael Angelo Bergstrand, född 25 mars 1960 i Malmö, är en svensk författare och journalist. Han debuterade 2004 med kriminalromanen Heta hallon (Accent Förlag) och fick sitt stora genomslag 2011 med Delhis vackraste händer, då han bytte genre och började skriva humoristiska romaner. Hans böcker är översatta till tolv språk och Delhis vackraste händer har filmatiserats i en samproduktion mellan SVT, Anagram och Film i Skåne och visats som tv-serie på SVT med Björn Kjellman i huvudrollen.
Mikael Bergstrand är uppväxt i Limhamn. Han har studerat litteraturvetenskap vid Stockholms universitet och därefter utbildat sig till journalist vid Skurups folkhögskola. Han har varit anställd på Sydsvenska Dagbladet och bland annat varit tidningens korrespondent i Köpenhamn men också krigskorrespondent i det forna Jugoslavien samt kåsör. År 2007 började han rapportera från Indien, där han bodde i fyra år.